# Frelimo

Frelimos flagga före 1997 ligger till grund för Moçambiques flagga

Moçambiques befrielsefront, Frelimo (portugisiska: Frente de Libertação de Moçambique), är ett socialistiskt parti som bildades 1962 i Moçambique. Det var ursprungligen en marxist-leninistiskt inriktad befrielserörelse som bekämpade den portugisiska kolonialmakten. Sedan kalla krigets slut har man skiftat ideologiskt mot socialdemokrati.
Sedan 1975 är (2012) Frelimo det statsbärande partiet i Moçambique, och dominerar politiken tillsammans med den högerorienterade forna gerillarörelsen Renamo. I parlamentsvalet 2009 vann man 191 av 250 mandat i Republikens församling, landets parlament, och dominerar statsapparaten trots formell demokratisering.

## Historia
Frelimo grundades i juni 1962 när tre regionalt baserade antikoloniala nationalistgrupper slogs samman i Dar es-Salaam. Våldsamheterna i Portugals afrikanska besittningar eskalerade kraftigt under det tidiga 1960-talet och 1964 genomförde Frelimo sin första väpnade aktion, i samband med att motstånd mot kolonialmakten trappades upp av kommunistiska och nationalistiska grupper i bland annat Angola och Kap Verde. Fem år senare omkom rörelsens ordförande, Eduardo Mondlane, i ett bombattentat.
Efter Nejlikerevolutionen 1974 där militärdiktaturen i Portugal störtades överlämnades makten över Portugisiska Östafrika till Frelimo som bildade Folkrepubliken Moçambique. Genom ett enpartisystem monopoliserade man den formella politiska makten, men snabbt blev landet indraget i ett av kalla krigets många krig via ombud, det mocambikiska inbördeskriget. För att undergräva kommunistiskt inflytande i det avkoloniserade landet sponsrade de vita minoritetsregeringarna i Sydafrika och Sydrhodesia, uppbackade av USA, den antikommunistiska gerillan Renamo. Sovjet och andra kommunistiska stater samt nyligen avkoloniserade länder i Afrika, men även till exempel de nordiska länderna, stödde Frelimo.
År 1990, i och med kalla krigets slut, öppnade Frelimo upp för fredsförhandlingar och flerpartival som hölls 1994. Partiet vann dock det valet även om det väpnade motståndet från Renamo hade omformats till parlamentarisk opposition.